# Barwa wody

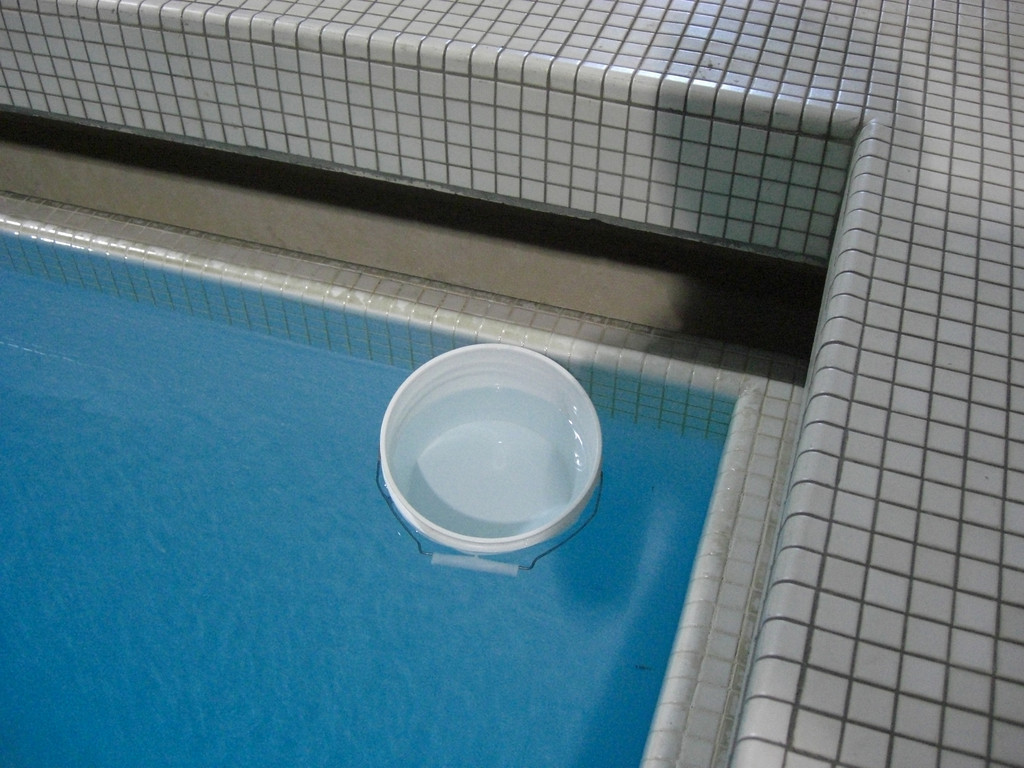
Woda w krytym basenie ma kolor niebieski na białym tle, aż do linii wodnej. Ta sama woda w pływającym białym wiadrze wydaje się tylko lekko niebieska.

Barwa wody – jeden z parametrów określających jakość wody. Czysta woda ma kolor lekko jasnoniebieski, a w małych objętościach wydaje się bezbarwna. Barwa wody różna od barwy naturalnej może być spowodowana odpadami organicznymi (liście, drewno), substancjami humusowymi, ściekami przemysłowymi lub erozją gleb. Barwa wody może być np. rezultatem obecności soli żelaza (barwa ma wtedy kolor zielononiebieski), żelaza i manganu (żółty do brązowego koloru), siarki (niebieski), siarkowodoru (szmaragdowa) lub substancji organicznych (żółta, pomarańczowa, brunatna, rdzawa, wiśniowa, brązowa, czarna) a także planktonu (ma wtedy kolor zielony).
W badaniach sanitarnych wody oznacza się tylko (po uprzednim przesączeniu) barwę rzeczywistą w odniesieniu do wzorcowych roztworów chloroplatynianu potasu. 